# 592 v.Chr.

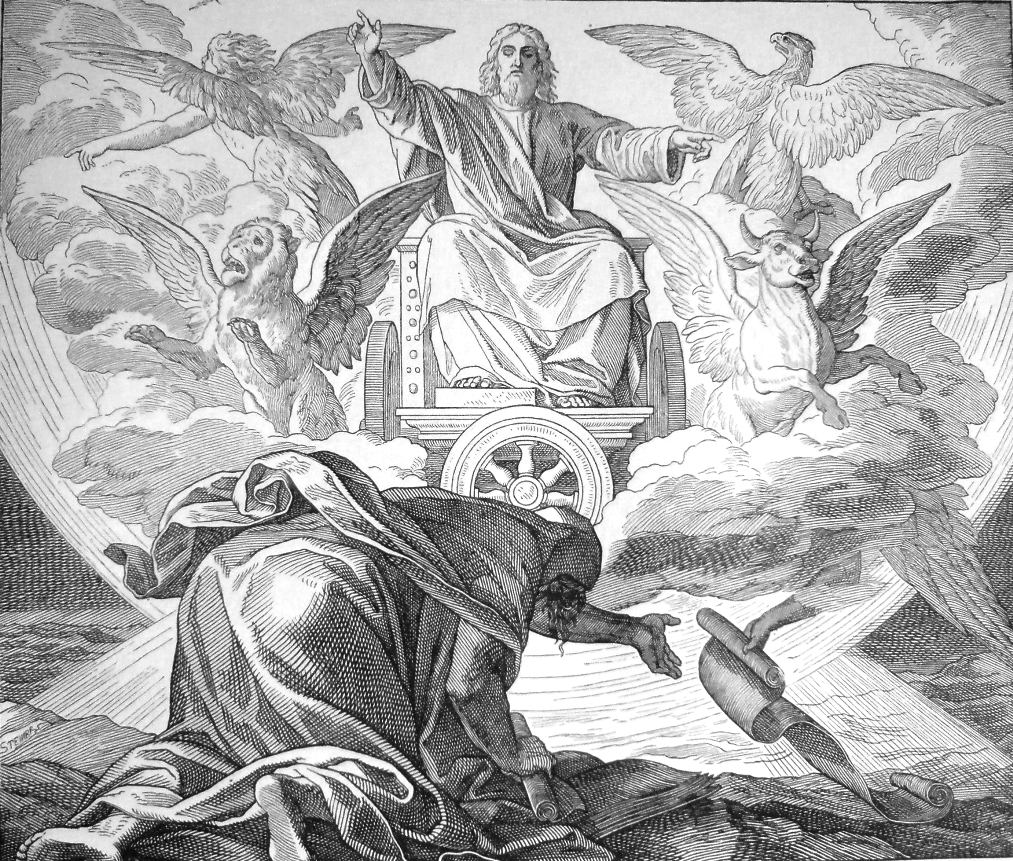
Ezechiël openbaart zijn roepingsvisioen

Het jaar 592 v.Chr. is een jaartal volgens de christelijke jaartelling.

## Gebeurtenissen

### Griekenland
- Eucrates wordt benoemd tot archont van Athene.

### Palestina
- Profeet Ezechiël openbaart zijn roepingsvisioen. (waarschijnlijke datum)